# سلوربازار
سلوربازار (بالفارسية: سلوربازار) هي قرية تقع في منطقة بولان في إيران. يقدر عدد سكانها بـ 347 نسمة بحسب إحصاء 2016.